# 80 meter horden

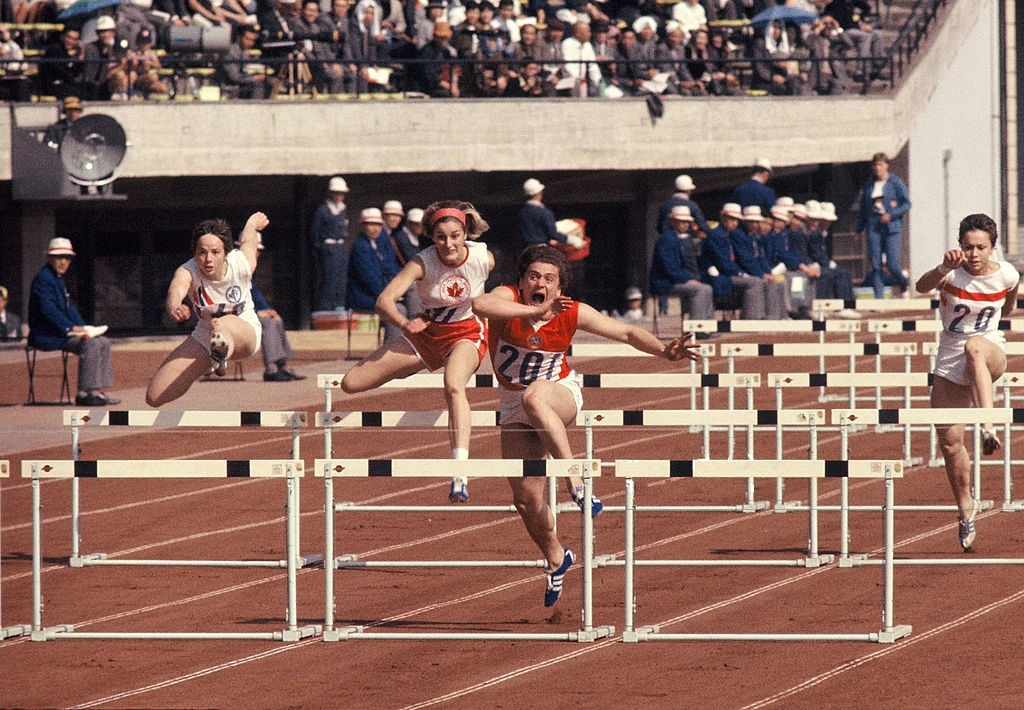
De 80 meter horden tijdens de vijfkamp op de Olympische Spelen van 1964.

De 80 m horden was een onderdeel binnen de atletiek dat alleen door vrouwen werd gelopen. Mannen lopen van oudsher 110 m horden. Vanaf de Olympische Spelen van 1932 tot de Olympische Spelen van 1968 was de 80 m horden een olympisch onderdeel. Sinds 1972 staat bij vrouwen de 100 m horden op het programma.

## Specificaties en regels
Over de afstand staan acht horden verdeeld met een hoogte van 76,2 centimeter. De eerste horde staat 12 meter van de start en daarna staan alle hordes 8 meter van elkaar af. De hordes zijn zo gemaakt, dat ze omvallen als je ze raakt. Dit is toegestaan, zolang een omgevallen horde de tegenstander niet hindert.

## Jeugd
Ook bij sommige jeugdcategorieën wordt de 80 m horden gelopen in plaats van de 100 m horden.

## Wereldrecords
| Tijd   | Atlete               | Land             | Datum             | Plaats                 |
| ------ | -------------------- | ---------------- | ----------------- | ---------------------- |
| 12,8 s | Eva von Bredow       | Duitsland        | 12 juni 1927      | Berlijn                |
| 11,8 s | Babe Zaharias        | Verenigde Staten | 3 augustus 1932   | Los Angeles            |
| 11,8 s | Simone Schaller      | Verenigde Staten | 3 augustus 1932   | Los Angeles            |
| 11,7 s | Babe Zaharias        | Verenigde Staten | 4 augustus 1932   | Los Angeles            |
| 11,7 s | Evelyne Hall         | Verenigde Staten | 4 augustus 1932   | Los Angeles            |
| 11,6 s | Ondina Valla         | Italië           | 5 augustus 1936   | Berlijn                |
| 11,3 s | Claudia Testoni      | Italië           | 23 juli 1939      | Garmisch-Partenkirchen |
| 11,3 s | Claudia Testoni      | Italië           | 13 augustus 1939  | Dresden                |
| 11,3 s | Fanny Blankers-Koen  | Nederland        | 20 september 1942 | Amsterdam              |
| 11,0 s | Fanny Blankers-Koen  | Nederland        | 20 juni 1948      | Amsterdam              |
| 11,0 s | Shirley Strickland   | Australië        | 23 juli 1952      | Helsinki               |
| 10,9 s | Shirley Strickland   | Australië        | 24 juli 1952      | Helsinki               |
| 10,9 s | Maria Goloebnitshaja | Sovjet-Unie      | 3 augustus 1954   | Kiev                   |
| 10,8 s | Galina Jermolenko    | Sovjet-Unie      | 5 juni 1955       | Leningrad              |
| 10,6 s | Zenta Gastl          | West-Duitsland   | 29 juli 1956      | Frechen                |
| 10,6 s | Galina Bystrova      | Sovjet-Unie      | 8 september 1958  | Krasnodar              |
| 10,6 s | Norma Thrower        | Australië        | 26 maart 1960     | Brisbane               |
| 10,6 s | Rimma Kosheleva      | Sovjet-Unie      | 26 juni 1960      | Toela                  |
| 10,6 s | Gisela Birkemeyer    | Oost-Duitsland   | 16 juli 1960      | Berlijn                |
| 10,6 s | Irina Press          | Sovjet-Unie      | 16 juli 1960      | Moskou                 |
| 10,5 s | Gisela Birkemeyer    | Oost-Duitsland   | 24 juli 1960      | Leipzig                |
| 10,5 s | Betty Moore          | Groot-Brittannië | 25 augustus 1962  | Kassel                 |
| 10,5 s | Karin Balzer         | Oost-Duitsland   | 23 mei 1964       | Leipzig                |
| 10,5 s | Irina Press          | Sovjet-Unie      | 9 augustus 1964   | Kiev                   |
| 10,5 s | Irina Press          | Sovjet-Unie      | 28 augustus 1964  | Kiev                   |
| 10,5 s | Draga Stamejčič      | Joegoslavië      | 5 september 1964  | Celje                  |
| 10,5 s | Pam Kilborn          | Australië        | 25 oktober 1964   | Osaka                  |
| 10,4 s | Pam Kilborn          | Australië        | 6 februari 1965   | Melbourne              |
| 10,4 s | Irina Press          | Sovjet-Unie      | 19 september 1965 | Kassel                 |
| 10,3 s | Irina Press          | Sovjet-Unie      | 24 oktober 1965   | Tbilisi                |
| 10,3 s | Vera Korsakova       | Sovjet-Unie      | 16 juni 1968      | Riga                   |